# Brzydowo (gromada w powiecie morąskim)
Brzydowo – dawna gromada, czyli najmniejsza jednostka podziału terytorialnego Polskiej Rzeczypospolitej Ludowej w latach 1954–1972.
Gromady, z gromadzkimi radami narodowymi (GRN) jako organami władzy najniższego stopnia na wsi, funkcjonowały od reformy reorganizującej administrację wiejską przeprowadzonej jesienią 1954 do momentu ich zniesienia z dniem 1 stycznia 1973, tym samym wypierając organizację gminną w latach 1954–1972.
Gromadę Brzydowo z siedzibą GRN w Brzydowie utworzono – jako jedną z 8759 gromad na obszarze Polski – w powiecie morąskim w woj. olsztyńskim na mocy uchwały nr 17 WRN w Olsztynie z dnia 4 października 1954. W skład jednostki weszły obszary dotychczasowych gromad Brzydowo i Kalisty ze zniesionej gminy Boguchwały w tymże powiecie. Dla gromady ustalono 11 członków gromadzkiej rady narodowej.
Gromadę zniesiono 1 stycznia 1958, a jej obszar włączono do gromady Boguchwały w tymże powiecie.